# Castellví de Rosanes
Castellví de Rosanes ist eine katalanische Gemeinde in der Provinz Barcelona im Nordosten Spaniens. Sie liegt zwischen Martorell und Gelida und gehört zur Comarca Baix Llobregat.